# Sten G. Halfvarson
Sten G. Halfvarson (* 11. Februar 1915 in Wilkinsburg; † 1. September 2003) war ein US-amerikanischer Musikpädagoge und Chorleiter.
Der Sohn schwedischer Einwanderer kam mit seiner Familie 1929 nach Chicago und besuchte dort die Senn High School. Er wurde von Noble Cain entdeckt, der ihn förderte und in seinen Chicago A Cappella Choir aufnahm. Mit dem Chor sang er von 1929 bis 1936 bei Konzerten, im Rundfunk und bei Konzerttourneen. Nach dem Besuch des North Park College studierte er bis 1939 Musikpädagogik an der Northwestern University. 1937–38 unterrichtete er in Menominee, Michigan, danach ging er nach Aurora, wo er bis 1979 an der West High School unterrichtete. Von 1942 bis 1945 diente er in der US Air Force.
1946 kehrte Halfvarson nach Aurora zurück und heiratete die Chorleiterin Lucille Robertson, mit der er vier Kinder bekam und mit der er bei verschiedenen Chorprojekten zusammenarbeitete. Von 1952 bis 1994 wirkte er als Musikdirektor der New England Congregational Church. Von 1954 bis 1966 war er Vorstandsmitglied der Illinois Music Education Association. 1960 gründete er den Aurora Festival Chorus, mit dem er jährlich große Chorwerke wie Brahms’ Requiem, Mendelssohns Elias und Haydns Schöpfung aufführte.
1968 leitete er eine Aufführung des Illinois All-State Choir bei der Weltkonferenz der International Society for Music Education (ISME) in Dijon. Zwischen 1979 und 1993 gaben er und seine Frau Unterricht in einem Musik-Leistungskursprogramm in Chicago. 2000 wurden bei mit einem Ehrendoktor-Titel der Aurora University ausgezeichnet. Während seiner Lehrtätigkeit komponierte Halfvarson immer wieder Stücke für seine Chöre. 2002 wurden diese Werke im Druck veröffentlicht.